# Ogdoada

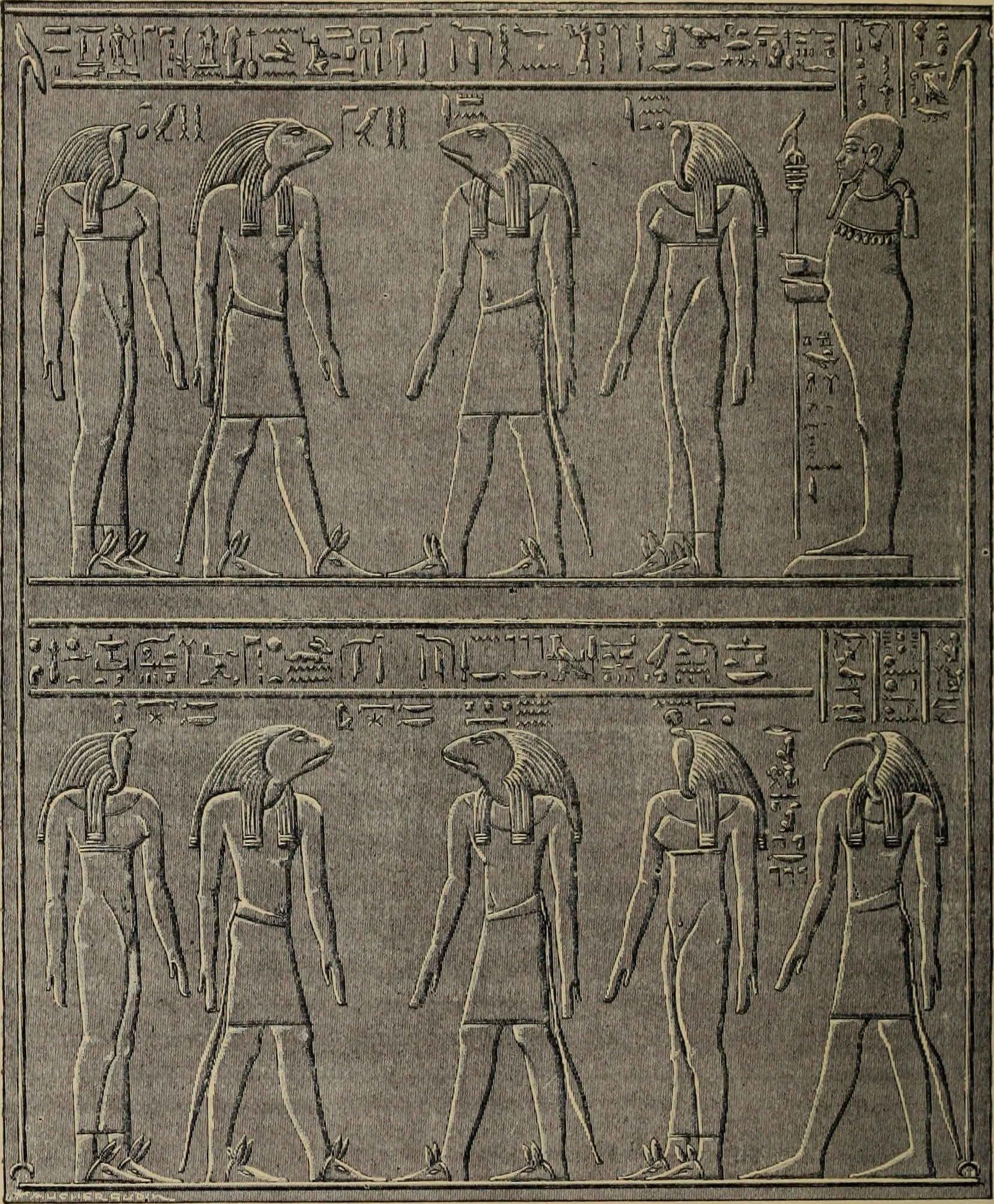
Rycina z 1897 roku przedstawiająca bóstwa Ogdoady, a także (z prawej strony) Ptaha i Thota, bazująca na płaskorzeźbie w świątyni na wyspie File

Ogdoada (gr. ογδοάς ogdoás - "ósemka", egip. hemenu) – w mitologii egipskiej grupa ośmiu bóstw czczonych w Hermopolis i ściśle związanych z tamtejszą koncepcją kosmogoniczną. Według tej koncepcji w pierwotnym praoceanie istniało właśnie osiem bóstw stanowiących Ogdoadę. Prabóstwa te, występujące pod postaciami węży (bóstwa żeńskie) i żab (bóstwa męskie) lub małp, podzielone były na cztery pary:
- Nun i Naunet – prawody;
- Kuk i Kauket – ciemność;
- Huh i Hauhet – nieskończoność;
- Tenemu i Tenemut (później, przypuszczalnie od Epoki Późnej, zastąpieni przez Amona i Amaunet)[1] – niewidzialność.

Każda z tych par personifikowała określoną cechę pierwotnego chaosu. Od cech tych pochodzą również imiona poszczególnych bóstw.
Zgodnie z kosmogonią hermopolitańską, bóstwa Ogdoady stworzyły kosmiczne jajo, z którego później wykluł się bóg-stwórca. Według innej wersji, jajo zostało złożone przez praptaka, którym najczęściej był ibis (utożsamiany z głównym bogiem Hermopolis, Thotem), rzadziej kaczka lub gęś.